# Symphonie no 6 de Beethoven
Symphonie Pastorale
Pour les articles homonymes, voir Symphonie no 6, Pastorale et Symphonie pastorale.
La Symphonie no 6 en fa majeur, opus 68, dite Pastorale, de Ludwig van Beethoven, est composée entre 1805 et 1808,. Beethoven l'intitule précisément dans une lettre à Breitkopf & Härtel (28 mars 1809) : Symphonie Pastorale, ou Souvenir de la vie rustique, plutôt émotion exprimée que peinture descriptive et la co-dédie au prince Lobkowitz et au comte Razumovsky. L'œuvre est créée le 22 décembre 1808 au Theater an der Wien de Vienne, et publiée en avril 1809 chez Breitkopf & Härtel, jouée et publiée en même temps que la cinquième.
Pour Hector Berlioz, la symphonie pastorale est un « étonnant paysage qui semble avoir été composé par Poussin et dessiné par Michel-Ange. L'auteur de Fidelio, de la Symphonie héroïque veut peindre le calme de la campagne, les douces mœurs des bergers ; il ne s'agit pas des bergers roses-verts et enrubannés de M. de Florian, encore moins de ceux de M. Lebrun, auteur du Rossignol, ou de ceux de J. J. Rousseau, auteur du Devin du Village. C'est de la nature vraie qu'il s'agit ici. »
La Pastorale clôt en quelque sorte une longue tradition d'œuvres instrumentales dans lesquelles les choses de la nature (le chant des oiseaux, le vent, l’eau, le tonnerre, etc.) étaient imitées grâce à des moyens musicaux plus ou moins stéréotypés ; mais elle marque en même temps le début de ce nouveau genre de « musique à programme intérieur » qui sera caractéristique du XIXe siècle et qui s’efforcera de représenter l’univers émotionnel d'un sujet humain imaginaire, telle la Symphonie fantastique. Beethoven anticipe sur la fameuse définition d'Amiel : « chaque paysage est un état d'âme » (Jedes Landschaftsbild ist ein Seelenzustand).
Composée en même temps que la Cinquième symphonie, la Pastorale en donne la clé d'interprétation psychologique : l'une nous montre l'homme aux prises avec le destin, l'autre face à la nature ; tandis qu'il luttait avec celui-là et finissait par le terrasser, il s'abandonne à celle-ci.

## Histoire de l'œuvre

### Beethoven et la nature
Nous connaissons par plusieurs témoignages le grand amour que le citadin Beethoven vouait à la nature et à la vie à la campagne, où il séjournait chaque été.

« Que vous êtes heureuse d'avoir pu si tôt partir pour la campagne. Ce n'est que le 8 que je pourrai jouir de cette félicité. Je m'en réjouis comme un enfant. Quel plaisir alors de pouvoir errer dans les bois, les forêts, parmi les arbres, les herbes, les rochers. Personne ne saurait aimer la campagne comme moi. Les forêts, les arbres, les rochers nous rendent en effet l'écho désiré. »

— Beethoven, lettre à Theresa Malfatti, Vienne, mai 1810

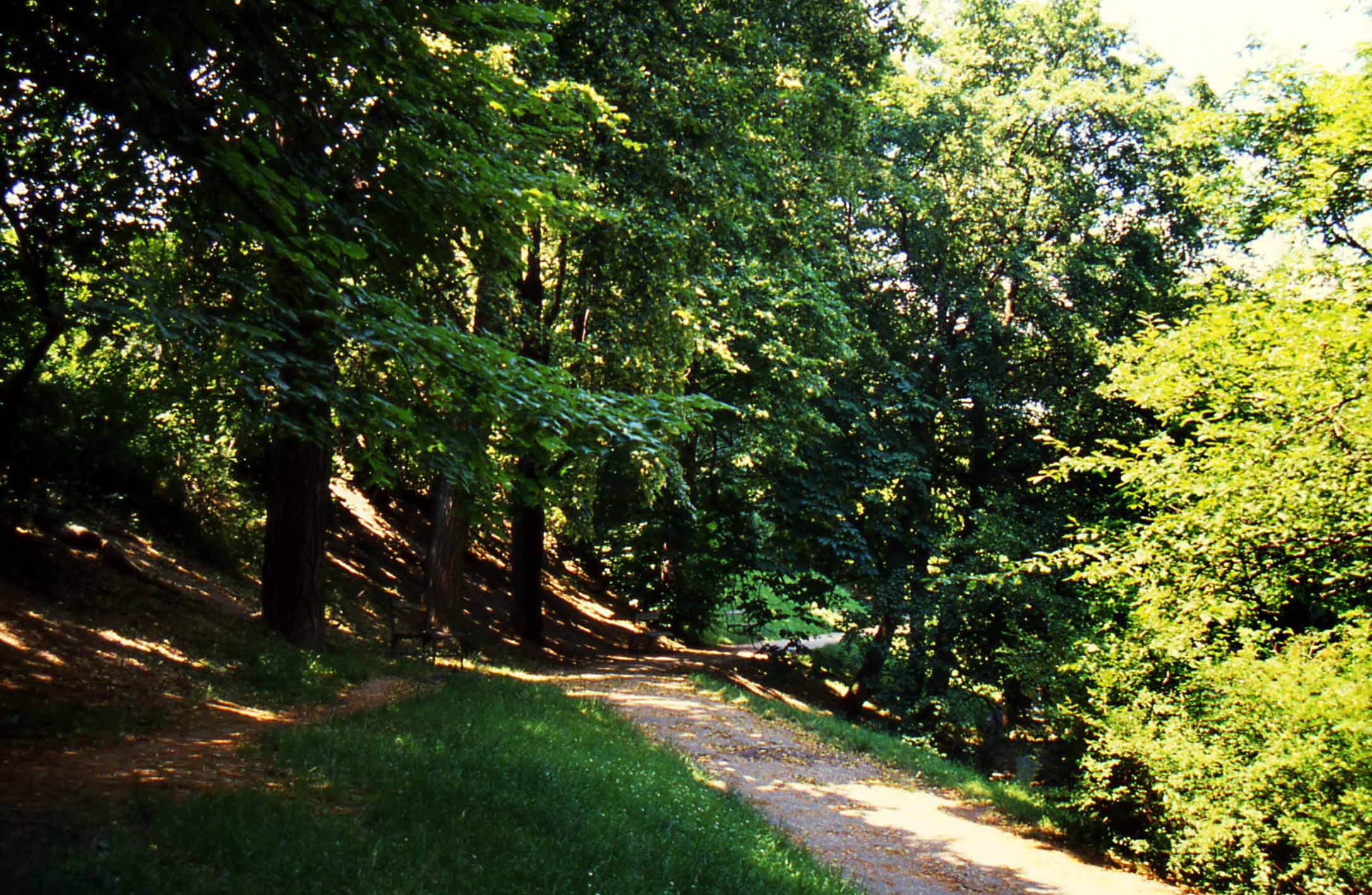
L'allée Beethoven à Heiligenstadt.

Un des premiers biographes de Beethoven, Alexander Wheelock Thayer, rapporte les propos du musicien anglais Charles Neate, qui rencontra souvent Beethoven à Vienne :

« Neate, au cours de sa longue vie — il avait près de 80 ans en 1861 lorsqu'il s'entretint avec l'auteur — n'avait jamais rencontré un homme qui prenne autant plaisir à la nature ; il se délectait intensément des fleurs, des nuages, de tout. “La nature était pour ainsi dire sa nourriture ; il semblait réellement en vivre”. Se promenant à travers les champs, il s'asseyait sur n'importe quel tertre vert qui semblait offrir un siège confortable, et il laissait alors libre cours à ses pensées. […] Une autre fois, marchant dans les champs aux alentours de Baden, Neate évoqua la Symphonie 'Pastorale' et le pouvoir qu'avait Beethoven de peindre des tableaux en musique. Beethoven déclara : “J'ai toujours un tableau à l'esprit, lorsque je compose, et je travaille jusqu'à y parvenir.” »

— Alexander Wheelock Thayer, Life of Beethoven
« Il aimait être seul avec la nature, pour en faire sa seule confidente », écrivait la comtesse Theresa von Brunswick. Un jour à Vienne, il refusa de prendre ses appartements dans une maison lorsqu’il découvrit qu’il n’y avait aucun arbre autour. « J’aime un arbre plus qu’un homme », aurait-il rétorqué (l’authenticité de cette phrase est discutable). Beethoven aimait faire l’expérience de la nature dans toutes ses humeurs, sentir le vent, la pluie et le soleil sur sa figure. À Baden, on dit qu’il refusa un jour avec colère l’offre d’un parapluie, et seule l’éminence du personnage pouvait faire sourire son hôtesse devant son habitude d’éclabousser tout le mobilier au retour d’une de ses marches sans parapluie.

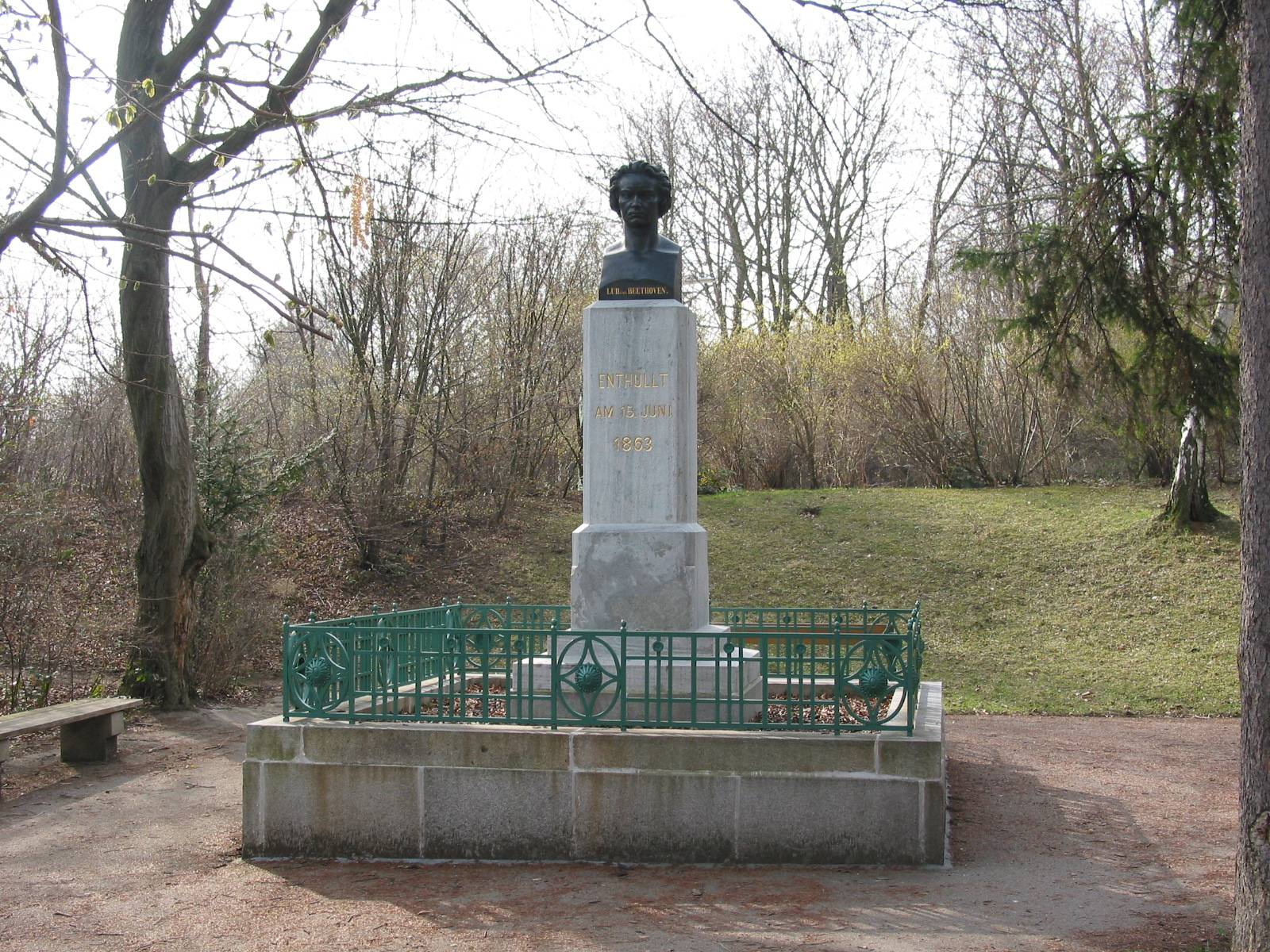
"Le repos de Beethoven", buste d'Anton Dominik Fernkorn, érigé en 1863 à l'endroit évoqué par Schindler.

Lors de ses nombreuses marches aux alentours de Heiligenstadt et Nußdorf, au nord de Vienne, c’était de vastes prairies, des crevasses rocheuses, des chemins dans les bois cernés d’ormes et des ruisseaux murmurant, se précipitant, qui ravissaient Beethoven. La beauté d’une scène naturelle faisait souvent naître chez lui un véritable transport, ainsi qu'une ferveur religieuse. « Tout-Puissant dans la forêt ! Je suis bienheureux, plein de bonheur dans la forêt : chaque arbre parle à travers toi. Ô Dieu ! quelle splendeur ! Dans un tel pays de forêts, sur la hauteur est le repos, le repos pour le servir », écrit-il dans son journal en 1815, dans un moment d'exaltation panthéiste, après la lecture de philosophes indiens, des Upanishads et de la Bhagavad-Gita!
Anton Schindler raconte qu'un jour d'avril 1823 il se promenait avec Beethoven :

« Nous traversâmes la charmante vallée, entre Heiligenstadt et ce dernier village [Grinzing] ; nous franchîmes un ruisseau limpide descendant d'une montagne voisine, et au bord duquel un rideau d'ormes encadrait le paysage. Beethoven s'arrêta plusieurs fois, promena ses regards enchantés et respira l'air embaumé de cette délicieuse vallée. Puis, s'asseyant près d'un ormeau, il me demanda si, parmi les chants d'oiseaux, j'entendais celui du loriot ! Alors qu'un silence absolu régnait autour de nous, il dit “que la scène du torrent fut écrite à cet endroit, et que les loriots, les cailles, les rossignols, ainsi que les coucous, étaient ses collaborateurs !” »

— Anton Schindler, Histoire de la vie et de l'œuvre de Louis Van Beethoven, 1864, pages 105-106

### Composition

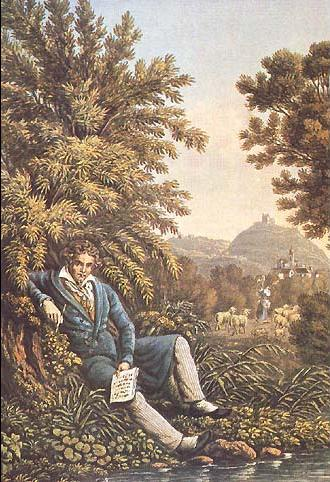
Lithographie de 1834 exposée à la Beethoven-Haus de Bonn, représentant Beethoven en train de composer la Symphonie pastorale.

Beethoven n'est pas le premier compositeur qui s'est proposé d'écrire une symphonie Pastorale. En 1784, l'éditeur Heinrich Philipp Bossler publie à Spire une œuvre symphonique de Justin Heinrich Knecht intitulée Tongemälde der Natur (Portrait musical de la nature), qui comporte un programme bien détaillé dont voici les grandes lignes: 
« Le Portrait musical de la Nature ou Grande Symphonie… Laquelle va exprimer par le moyen des sons : 
1. Une belle Contrée où le Soleil luit, les doux Zéphyrs voltigent, les Ruisseaux traversent le vallon, les oiseaux gazouillent, un torrent tombe du haut en murmurant, le berger siffle, les moutons sautent et la bergère fait entendre sa douce voix.
2. Le ciel commence à devenir soudain [sic] et sombre, tout le voisinage a de la peine à respirer et s'effraye, les nuages noirs montent, les vents se mettent à faire un bruit [sic] et l'orage approcha à pas lents.
3. L'orage accompagné des vents murmurants et des pluies battans [sic] gronde avec toute la [sic] force, les sommets des arbres font un murmure et le torrent roule ses eaux avec un bruit épouvantable.
4. L'orage s'apaise peu à peu, les nuages se dissipent et le ciel devient clair.
5. La Nature transportée de la joie [sic] élève sa voix vers le ciel et rend au Créateur les plus vives grâces par des chants doux et agréables. »

Il faut noter que ce même éditeur publiait l'année précédente les trois sonatines de Beethoven dédiées à l'électeur de Cologne, Maximilien-François d'Autriche. On ne sait si Beethoven avait connaissance de cette œuvre mais son programme se confond presque avec celui de la Pastorale. Cependant, Beethoven goûtait peu le « portrait musical » car à plusieurs reprises il notera en marge des esquisses pour la Pastorale et indiquera finalement dans le titre lui-même : « plutôt expression de la sensation que peinture. » En 1807 : « Laissons à l'auditeur le soin de s'orienter. Sinfonia caracteristica — ou un souvenir de la vie à la campagne. Tout spectacle perd à vouloir être reproduit trop fidèlement dans une composition musicale. — Sinfonia Pastorella — les titres explicatifs sont superflus; même celui qui n'a qu'une idée vague de la vie à la campagne comprendra aisément le dessein de l'auteur. La description est inutile; s'attacher plutôt à l'expression du sentiment qu'à la peinture musicale. » Et en 1808 : « la Symphonie Pastorale n'est pas un tableau ; on y trouve exprimées, en nuances particulières, les impressions que l'homme goûte à la campagne. » Il s'agit donc d'une partition à la fois expressionniste et impressionniste : on sait la fortune que ces deux esthétiques ont connue ensuite, chez Claude Debussy et Richard Strauss notamment.

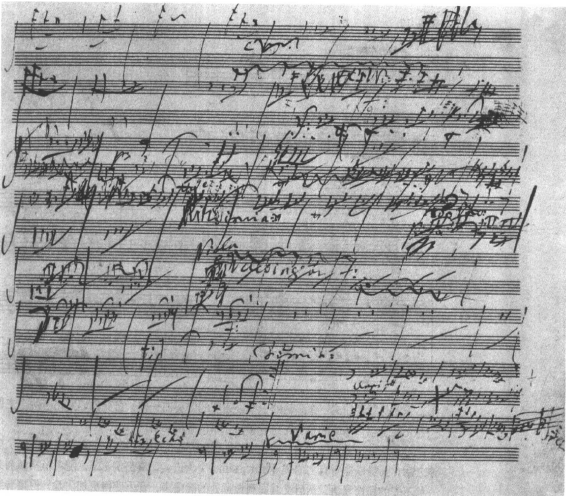
Manuscrit d'une esquisse.

Dans une lettre au poète Gerhard, c’est en ces termes qu’il précise le domaine de la musique :

« La description d’une image appartient à la peinture. Et à cet égard le poète aussi, lui dont le domaine n’est pas aussi restreint que le mien, peut se considérer plus favorisé que ma Muse. D'autre part ma sphère s’étend plus loin en d’autres régions et notre domaine n'est pas aussi accessible. »

— Beethoven, lettre à Wilhelm Gerhard, Nussdorf, 15 juillet 1817
Il ressort en conséquence que l’expression du sentiment, ce qui est spécifique à l'homme, a la primauté sur la “peinture” sonore; le souvenir et la vie à la campagne (cette dernière représentant l’existence des hommes dans un cadre naturel) expriment la même idée.
La première esquisse pour la Symphonie pastorale se trouve dans un cahier de 1803 mêlée à celles de l’Héroïque et au début de la 5e Symphonie en ut mineur; on y trouve une étude pour un « murmure de ruisseau » qui sera utilisée dans le 2e mouvement et le motif de contrebasses qui sera repris dans le 3e mouvement. Le thème de l'orage est déjà présent dans l'introduction qui suit immédiatement l'ouverture du ballet Les Créatures de Prométhée, alors que Prométhée est poursuivi par l'orage du ciel, Le principal du travail de composition est cependant étroitement liée dans le temps à la Symphonie en ut mineur, écrite à la même époque 1806-1808, et jouée pour la première fois au même concert le 22 décembre 1808.
Anton Schindler rapporte dans ses souvenirs que Beethoven s'est inspiré de chants populaires autrichiens pour le troisième mouvement et les danses paysannes, allant jusqu'à parodier la danse nationale du peuple autrichien.
La transition vers le dernier mouvement présente une très grande similitude avec l'introduction de l’Hymne à l'agriculture, pour orchestre d'harmonie et chœur composé en 1796 par Jean-Xavier Lefèvre, pour la fête de l'agriculture célébrée le 28 juin et il n'est pas interdit de penser que Beethoven s'en soit inspiré pour le final de sa sixième symphonie.
Selon des indications de certains brouillons, Beethoven aurait songé un moment à couronner le finale et la Symphonie par un chœur religieux — il aurait envisagé un Gloria ou un des lieder de Gllert. Sur un manuscrit antérieur l'intention religieuse est en effet plus explicite; Beethoven avait écrit: « Hirtengesang, vohltätige, mit Dank an die Gottheit verbundene Gefühle nach dem Sturm » (Chant de pâtres, sentiments bienfaisants joints aux remerciements à la divinité après la tempête). « En renonçant à la parole et à la voix, pour laisser chanter seulement la musique pure, il maintenait l'œuvre dans le domaine de la sensation, à distance égale de la “peinture” et de la “pensée”. »

### Première

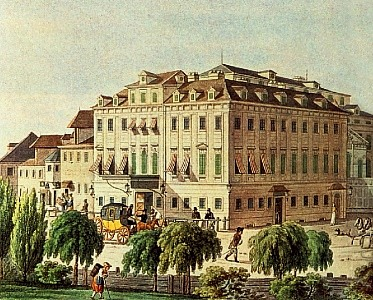
Le Theater an der Wien comme on pouvait le voir au début du XIXe siècle

La première de la Symphonie pastorale eut lieu le 22 décembre 1808 lors d’un grand concert au Theater an der Wien. Beethoven était sur le point de quitter Vienne pour entrer au service de Jérôme Bonaparte, roi de Westphalie, en tant que maître de chapelle à Cassel et voulait offrir aux Viennois un immense concert (une Académie selon le terme en usage à l'époque). L'avis, paru dans la Wiener Zeitung du 17 décembre 1808, stipulait qu'il s'agissait de morceaux entièrement nouveaux de Beethoven… mais sans plus. Il dura plus de quatre heures et le programme était celui-ci :
Première partie :
1. Une « Symphonie intitulée Souvenirs de Vie à la Campagne, en fa majeur (no 6) »
2. « Ah, perfido », Op. 65
3. Le Gloria de la Messe en ut majeur
4. Le Concerto pour piano no 4 interprété par Beethoven au piano

Deuxième partie :
1. « Grande Symphonie en ut mineur (no 5) »
2. les Sanctus et Benedictus de la Messe en ut majeur
3. Fantaisie pour piano solo (improvisée par Beethoven, le futur opus 77)
4. La Fantaisie chorale.

Les œuvres présentées n'était finalement pas toutes nouvelles. L'air de concert « Ah, perfido » date de la tournée de 1796 (Prague, Dresde, Leipzig, Berlin). Ici, Beethoven évoque clairement la douleur du départ, les adieux adressés au public viennois et son regret de le quitter: « Aie pitié, ne me dis pas adieu. Que ferai-je sans toi? Tu le sais, mon bien-aimé, je mourrai de douleur. »
On remarquera que les deux symphonies furent présentées au public dans l'ordre de numérotation inverse de celui que nous connaissons aujourd'hui. L′Ut mineur était la 6e alors que la Pastorale était la Cinquième. Toutefois, lors de leur parution chez Breitkopf & Härtel en avril 1809, elles portent leur numéros définitifs : l'Ut mineur devient la 5e Symphonie avec le numéro d'opus 67, et la Pastorale devient la 6e avec le numéro d'opus 68.
Le concert se solda par un fiasco : un programme d'environ quatre heures, joué dans une salle glaciale, après une seule répétition, par des musiciens pour la plupart de second ordre, exigeait trop des exécutants et de l'auditoire. La qualité de la prestation laissa particulièrement à désirer car, avec son caractère emporté, Beethoven s'était mis l'orchestre à dos : 

« L'orchestre du Theater an der Wien était tellement monté contre lui qu'il n'y avait plus que les chefs d'orchestre Seyfried et Clément pour vouloir avoir affaire à lui ; et il fallut user de beaucoup de persuasion et mettre la condition que Beethoven ne serait pas présent dans la salle pendant les répétitions pour que les musiciens consentent à jouer. Pendant les répétitions, qui avaient lieu dans le grand local situé derrière la scène, Beethoven allait et venait dans une pièce voisine. »

— Roeckel

« [À Vienne] l'état de la musique ne cesse d'empirer. Nous avons des Maîtres de Chapelle qui savent aussi peu diriger qu'ils s'entendent eux-mêmes à lire une partition. Au Theater auf der Wieden, naturellement, cela dépasse tout. C'est là que j'ai dû donner mon concert alors que de tous côtés des obstacles furent dressés sur mon chemin de la part de tous ceux qui s'occupent de musique. Les promoteurs du concert pour les veuves, et en premier lieu monsieur Salieri qui est mon opposant le plus acharné, m'avaient joué cet ignoble tour : ils avaient menacé de licencier tout musicien faisant partie de leur cercle qui jouerait pour moi. Bien que plus d'une faute, à quoi je ne pouvais rien, eût été commise, le public néanmoins accueillit tout avec enthousiasme. Malgré cela des écrivailleurs de Vienne ne manqueront certes pas de décocher contre moi dans la Musikalische Zeitung leurs misérables traits. Les musiciens surtout étaient indignés quand par inadvertance une petite erreur dans le passage le plus simple du monde fut commise ; j'imposai soudain le silence et criai à tue-tête: « Reprenez! » Jamais rien de pareil ne leur était arrivé: le public en manifesta sa satisfaction. »

— Beethoven, lettre à Breitkopf et Härtel, 7 janvier 1809
Ferdinand Ries, élève et ami de Beethoven, rapporte aussi l'incident :

« [Dans la Fantaisie avec chœurs] le clarinettiste, arrivant à un passage où le beau thème varié de la fin est déjà rentré, fit par mégarde une reprise de huit mesures. Comme alors peu d'instruments jouent, cette erreur d'exécution fut naturellement cruellement blessante pour les oreilles. Beethoven se leva tout furieux, se retourna, injuria les musiciens de l'orchestre de la manière la plus grossière, et si haut que tout le public entendit. Enfin il s'écria : « Du commencement ! » Le thème fut repris. Tous allèrent bien et le succès fut éclatant. Mais quand le succès fut fini, les artistes ne se souvinrent que trop bien des titres d'honneur que Beethoven leur avait publiquement donnés, et comme l'offense venait d'avoir lieu, ils entrèrent dans une grande colère et jurèrent de ne plus jamais jouer quand Beethoven serait à l'orchestre, etc. »

— Ferdinand Ries
Le correspondant de l’Allgemeine musikalische Zeitung qui assistait au concert du 22 décembre 1808 se garda bien de faire une critique de la nouvelle symphonie et signala seulement la piètre exécution des œuvres. Johann Friedrich Reichardt, qui était arrivé à Vienne le 24 novembre 1808 pour apprendre que Beethoven s'était vu offrir son poste à Cassel (cfr. supra) et était invité dans la loge du prince Lobkowitz, se borne à écrire : « Chaque numéro consistait en un très long mouvement abondant en peintures pleines de vie et en brillantes idées et figures ; et c'est pourquoi cette symphonie dura déjà à elle seule plus longtemps que tout un concert de cour n'a le droit de durer chez nous ».

### Réception et postérité
Après les deux premières exécutions au Gewandhaus de Leipzig, au début de l'année 1809, l’Allgemeine musikalische Zeitung désapprouve la longueur du deuxième mouvement, mais qualifie d'« ingénieuse » la « disposition picturale »; quant aux troisième et quatrième mouvements, le critique trouve qu'ils sont « les pages les plus remarquables de l'œuvre », qu'ils répondent entièrement aux intentions descriptives « par une nouveauté et une abondance d’idées ainsi que par une vigueur et une efficacité de mise en œuvre qui font qu’on ne peut les entendre sans émerveillement et sans plaisir ». Le commentateur émet pourtant une restriction qui frappe avant tout par son ton de respectueuse politesse à l’égard du compositeur — Beethoven est devenu entretemps une célébrité consacrée et admirée du monde musical: « du reste nous ne voudrions certes pas entreprendre de justifier toutes les harmonies [dans le quatrième mouvement] ». Il conclut : « Il aurait mieux valu appeler cette composition “Fantaisies [ou aussi “variations”] d'un musicien à l'instigation de motifs de Beethoven” » La première à Berlin le 7 juin 1809 ne donnera lieu à aucun commentaire supplémentaire du journal.

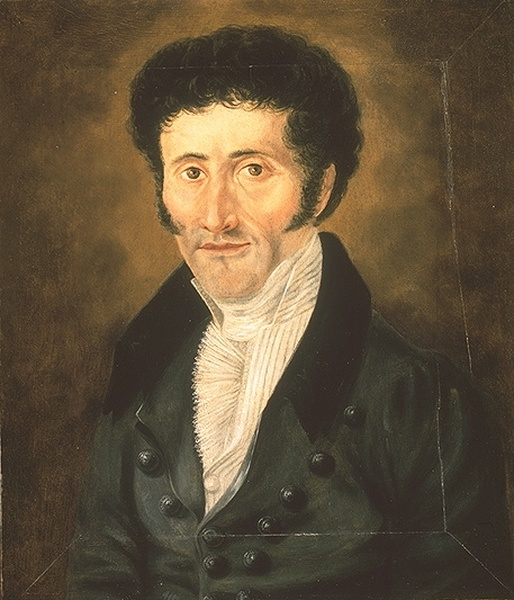
Autoportrait d'E.T.A. Hoffmann, un des premiers critiques de la Pastorale.

Après la parution de l’édition imprimée en 1809, l’Allgemeine musikalische Zeitung publie un article, longtemps attribué à E.T.A. Hoffmann mais dont l’auteur était en réalité M.G. Fischer, organiste à Erfurt et lui-même compositeur, et faisait un éloge chaleureux de la Sixième symphonie. Lui aussi considère le quatrième mouvement comme le morceau « sans contredit le plus réussi » et fait en outre l'éloge des imitations de chants d’oiseaux que l'on entend à la fin du second mouvement, et qui devaient par la suite susciter de violentes critiques: à son avis, ces chants d’oiseaux ont « été imités avec un bonheur d’expression qui, à la manière d’un portrait saisi à même le miroir, arrache à chacun un sourire de plaisir et ne sera critiqué par personne, en partie à cause de cela même, en partie parce que, indépendamment de cette considération, ce passage réussi et agréable ne peut être critiqué par personne ».
Le compte-rendu de la première exécution de la symphonie à Munich (en décembre 1811) renferme une intéressante observation dont il ressort que la musique de Beethoven passait à son époque pour un langage difficilement compréhensible : « La voie qu'il s'assigne lui-même est à coup sûr excentrique : il nous élève au-dessus du commun et nous transporte, bien que parfois avec une certaine rudesse, dans l’univers de l’imagination. Il fut cependant malaisé à l’auditeur non initié de pénétrer tous ces secrets auxquels nous n’attribuions souvent qu’un sens arbitraire, mais le langage musical utilisé ici est encore inconnu pour beaucoup. »
En France, la Pastorale saisit le cœur de Berlioz qui écrit en 1838: « Eh ! pour Dieu, si ce programme vous déplaît, vous contrarie, vous irrite, jetez-le, et écoutez la symphonie comme une musique sans objet déterminé. » Dans son Étude critique des symphonies de Beethoven (1844), il en fait une description enthousiasmée et écrit à propos de la scène Au bord du ruisseau : « L'auteur a sans doute créé cet admirable adagio [sic!] couché dans l'herbe, les yeux au ciel, l'oreille au vent, fasciné par mille et mille doux reflets de sons et de lumière, regardant et écoutant à la fois les petites vagues blanches, scintillantes du ruisseau, se brisant avec un léger bruit sur les cailloux du rivage; c'est délicieux. »

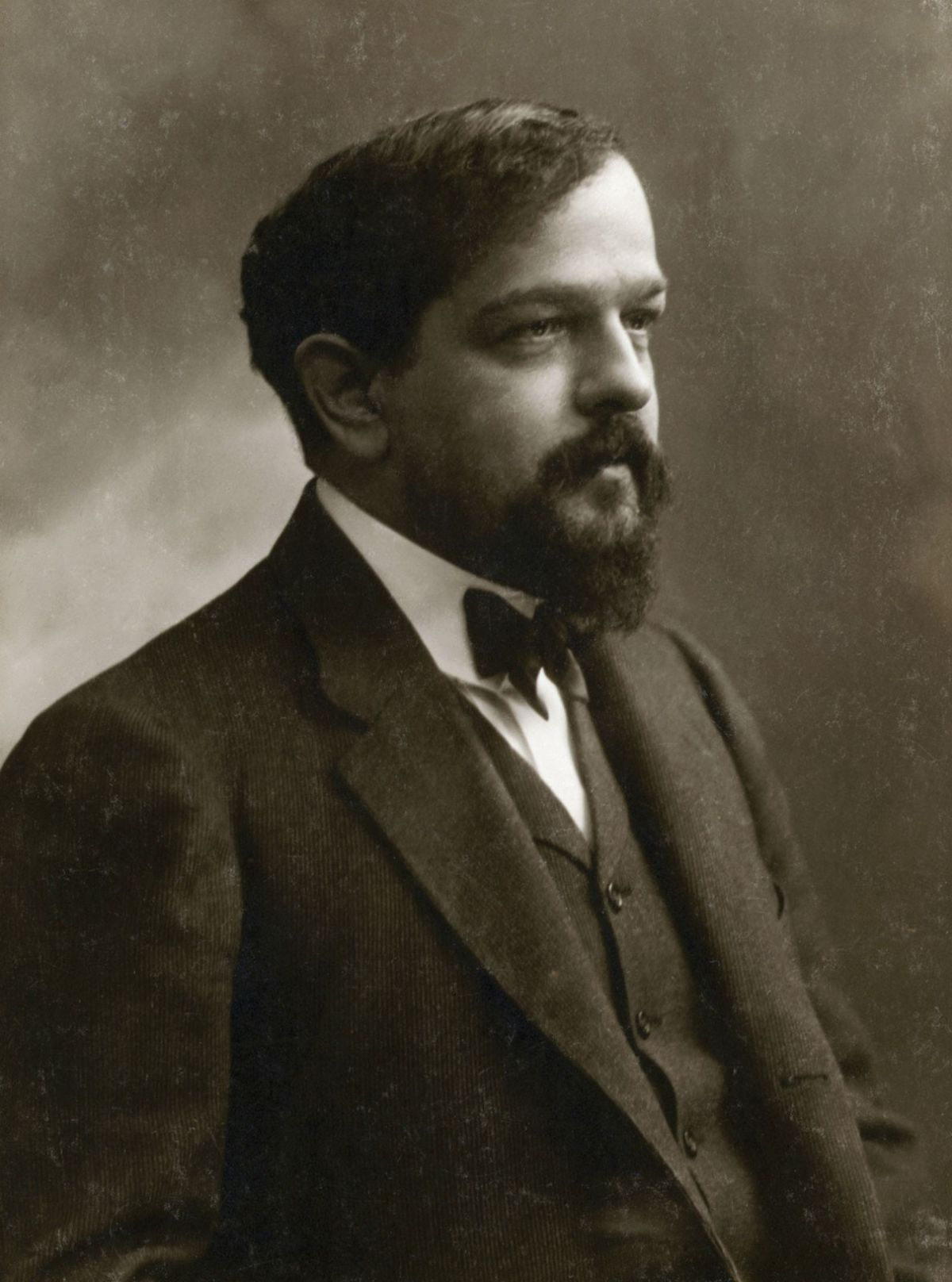
Debussy, photographie par Paul Nadar (1908).

"Mr Croche" (alias Claude Debussy) est d'abord moins enthousiaste. Il écrit le 16 février 1903 dans le Gil Blas : « M. Weingartner […] a d'abord dirigé la Symphonie pastorale avec le soin d'un jardinier méticuleux. C'était si proprement échenillé qu'on avait l'illusion d'un paysage verni au pinceau, où la douceur vallonnée des collines était figurée par de la peluche à dix francs le mètre et les arbres frisés au petit fer. En somme, la popularité de la Symphonie pastorale est faite du malentendu qui existe assez généralement entre la nature et les hommes. Voyez la scène au bord du ruisseau! … Ruisseau où les bœufs viennent apparemment boire (la voix des bassons m'invite à le croire), sans parler du rossignol en bois et du coucou suisse, qui appartient plus à l'art de M. de Vaucanson qu'à une nature digne de ce nom … Tout cela est inutilement imitatif ou d'une interprétation purement arbitraire. […] Il serait absurde de croire que je veuille manquer de respect à Beethoven; seulement, un musicien de génie tel que lui pouvait se tromper plus aveuglément qu'un autre … Un homme n'est pas tenu de n'écrire que des chefs-d'œuvre, et si l'on traite ainsi la Symphonie pastorale, cette épithète manquerait de force pour qualifier les autres. » Quelques années plus tard (S.I.M., novembre 1912), après un Concert Colonne, il écrit pourtant : « [La musique] la plus nouvelle est, sans ironie, la Symphonie pastorale […]. Elle reste décidément l'un des meilleurs modèles de mécanique expressive … Entendre un orchestre imiter le cri des animaux est une joie sûre pour les petits comme pour les grands. Subir un orage, assis dans un fauteuil, c'est purement du sybaritisme. […] À propos de cette symphonie, a-t-on jamais pensé combien il faut qu'un chef-d'œuvre soit “chef-d'œuvre” pour résister à tant d'interprétations? » Puis, au sortir d'un festival Beethoven, Debussy répond lui-même et de manière cinglante à son propre jugement négatif de 1903: « “Ce Beethoven! quel génie!” ; rien n'est plus légitime, puis l'attitude contraire ne serait que du snobisme encore plus bête » (S.I.M., décembre 1912). Il est vrai qu’entretemps il avait composé La Mer…
Dans ses souvenirs, Otto Klemperer relate une conversation tenue avec Gustav Mahler à Munich en 1910: « Mahler s'en prit très vivement aux chefs d'orchestre allemands routiniers qui ne comprenaient pas cette œuvre. Il dit : “Comment faut-il diriger le deuxième mouvement, la scène du ruisseau ? Si l'on bat douze croches, c'est trop lent. Si l'on fait douze croches sur quatre battements, c'est trop rapide. Alors comment faut-il battre ?” Et il répondit lui-même : “Avec le sentiment de la nature” ».

### Éditions

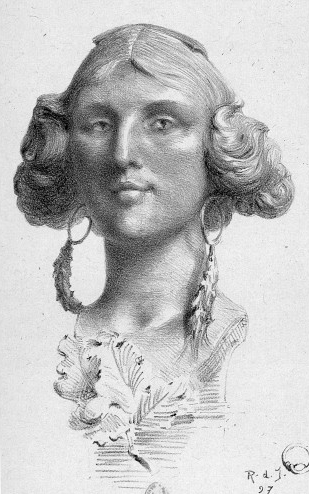
Lithographie allégorique de la Symphonie pastorale par Jean-Désiré Ringel d'Illzach (1897).

Les parties furent publiées quelques mois après la première, en avril 1809 par Breitkopf & Härtel à Leipzig, avec une double dédicace : « À son Altesse Sérénissime Monseigneur le Prince régnant de Lobkowitz, duc de Raudnitz » et « À son Excellence Monsieur le Comte de Razoumovsky ». L'éditeur Härtel s'était rendu à Vienne en août 1808 pour négocier directement avec Beethoven et intensifier leurs relations d’affaires. Il avait remis au compositeur la coquette somme de 100 ducats en espèces pour les numéros d’opus 67-70, la Cinquième et la Sixième Symphonie, la Sonate pour Violoncelle en la majeur et deux Trios pour Piano et se fit attester simultanément la propriété de ces œuvres.
Il faut remarquer que cette édition princeps de Leipzig fut préparée à partir des copies de partition (Stichvorlage) fournies par Beethoven plusieurs mois avant la première, alors que la composition n'était pas encore fixée — Beethoven le reconnaît lui-même dans une lettre à Gottfried Christoph Härtel le 4 mars 1809 — et qu'il continuait à retoucher sa symphonie à Vienne. L′édition princeps contenait déjà quelques coquilles par rapport au manuscrit original de Beethoven, malgré les révisions du compositeur lui-même. Il semble que l'éditeur et le compositeur aient tous deux renoncé à des corrections par souci pratique ou en attendant une édition complète ultérieure. La deuxième impression à l'automne 1809 comportait encore des erreurs que Beethoven reprocha vertement à son éditeur. La parution ultérieure, chez le même éditeur en mars 1826, fut préparée à partir de l′autographe et des parties sans tenir compte de manière plus adéquate des autres manuscrits liés à l'œuvre depuis 1809.
Une édition complète des œuvres de Beethoven (Beethoven Gesamtausgabe (en)) eut lieu en 1862-1865. Une nouvelle édition fut initiée par la Beethoven-Haus à Bonn en 1961. Il est néanmoins difficile d'identifier la version définitive d'une partition de Beethoven, car les bibliothèques détiennent nombre de manuscrits et d'éditions différents, altérés ou non par des corrections, parfois apportées en plusieurs étapes. Une édition exacte semble même rester chimérique, tant Beethoven lui-même était conscient des ramifications de ses altérations parfois non coordonnées de sa symphonie dans différentes sources.
En 1995, Breitkopf et Härtel publie une édition dite Urtext basée sur les travaux de Clive Brown. Le chef d'orchestre Kurt Masur s'est fait l'avocat principal de l'édition Breitkopf-Urtext,.
Entre 1996 et 2000, Bärenreiter Verlag a publié une édition critique des symphonies de Beethoven entreprise par le musicologue Jonathan Del Mar et basée sur de multiples sources, y compris des manuscrits originaux (urtext). Depuis sa publication, l′Édition Del Mar a été adoptée par plusieurs chefs d'orchestre de premier plan dont Claudio Abbado, John Eliot Gardiner et David Zinman.

## Orchestration
La Symphonie Pastorale est écrite pour orchestre symphonique. Les parties de violoncelles et de contrebasses se séparent de plus en plus souvent et dans le deuxième mouvement, le pupitre de violoncelles se divise en deux solistes et le tutti avec les contrebasses à l'octave inférieure. Le piccolo et les timbales n'interviennent que dans le quatrième mouvement, les trombones dans le quatrième et le cinquième, les trompettes dans le troisième, quatrième et cinquième.
Cette symphonie est également la deuxième dans laquelle Beethoven fait intervenir les trombones, les deux autres étant les Cinquième et Neuvième. Cependant, contrairement à ces deux dernières, elle ne comprend que deux trombones au lieu de trois – pas de trombone basse.
| Instrumentation de la Symphonie pastorale                                                 |
| Cordes                                                                                    |
| premiers violons, seconds violons, altos, violoncelles (dont deux solistes), contrebasses |
| Bois                                                                                      |
| 1 piccolo, 2 flûtes, 2 hautbois, 2 clarinettes en si♭, 2 bassons                          |
| Cuivres                                                                                   |
| 2 cors en fa et en mi♭, 2 trompettes en ut et en mi♭ 2 trombones (alto, ténor),           |
| Percussions                                                                               |
| 2 timbales (fa et do)                                                                     |

## Structure
Beethoven fait évoluer la structure fixe de la symphonie classique en quatre mouvements prédéterminés vers une forme en cinq mouvements (fait unique dans les symphonies de Beethoven), adaptée au thème. Chaque mouvement illustre un épisode particulier de la vie à la campagne: les deux premiers mouvement sont autonomes, les derniers sont liés (comme dans la Symphonie en ut mineur).
Si l'on compare l'univers sonore de la Cinquième à celui de la Pastorale, nous trouvons « dans l'une l'éclat, la force, les oppositions abruptes de lumière et d'ombre qui déterminent la structure de l'orchestre, qui s'adjoint pour le dernier mouvement le suraigu de la flûte piccolo, l'extrême grave du contrebasson, la majesté des trombones. L'écriture elle-même vise une puissance maximale, procède par unissons, par blocs, par grandes masses. Tout autre est la Pastorale où prédominent les demi-teintes, les nuances délicates. Le choix des instruments se restreint, l'écriture en est fine, déliée. L'apparition de la flûte piccolo, des timbales est fugitive (dans l’Orage), et les trombones seront utilisés plus comme un discret renforcement harmonique que comme puissances sonores. Les cordes dominent; les bois sont traités en mixtures raffinées, ou individuellement – en solistes. Clarinette et hautbois retrouvent leur caractère “pastoral”, le basson son humour, la flûte son chant d'oiseau … Thématique et développements changent totalement: aux tensions de la Cinquième, et à son unique cellule génératrice “prégnante”, succèdent de vastes thèmes aux contours mélodiques et rythmiques ciselés, destinés à demeurer eux-mêmes, à déployer les uns après les autres leur tranquille beauté. »
Les savoureuses descriptions de Berlioz ci-dessous proviennent d'une édition tardive et remaniées de ses écrits sur Beethoven, légèrement différente de ses versions antérieures: À travers chants (1862), Voyage musical en Allemagne et en Italie (1843-44), Études sur Beethoven, Gluck et Weber (1844).

### Premier mouvement
Allegro ma non troppo (2/4, blanche = 66, fa majeur)
Erwachen heiterer Empfindungen bei der Ankunft auf dem Lande (Éveil d'impressions agréables en arrivant à la campagne).

« Il intitule son premier morceau : Sensations douces qu'inspire l'aspect d'un riant paysage. Les pâtres commencent à circuler dans les champs, avec leur allure nonchalante, leurs pipeaux qu'on entend au loin et tout près ; de ravissantes phrases vous caressent délicieusement comme la brise parfumée du matin; des vols ou plutôt des essaims d'oiseaux babillards passent en bruissant sur votre tête, et de temps en temps l'atmosphère semble chargée de vapeurs ; de grands nuages viennent cacher le soleil, puis tout à coup ils se dissipent et laissent tomber d'aplomb sur les champs et les bois des torrents d'une éblouissante lumière. Voilà ce que je me représente en entendant ce morceau, et je crois que, malgré le vague de l'expression instrumentale, bien des auditeurs ont pu en être impressionnés de la même façon. »

— Berlioz, Beethoven
Les violoncelles, les altos et les premiers violons exposent le thème initial de la symphonie. Un thème similaire ayant été collecté par Franjo Ksaver Kuhač (en) dans un recueil de musique populaire croate entre 1878 et 1881, on pense que Beethoven a pu entendre et emprunter ce thème lors d'un séjour dans l'ouest de la Hongrie, où résidaient également des Croates : bien que la transcription du thème soit postérieure, Bartók estime peu probable un transfert dans le sens inverse. Comme dans la Cinquième symphonie, le thème initial fait halte sur un point d'orgue qui, ici, n'est pas anxieux mais contemplatif : « la brève halte du promeneur qui arrête à loisir son pas pour embrasser d'un regard circulaire quelque aimable horizon ». Le thème prend alors une allure plus décidée jusqu'à une formule mélodique répétée dix fois donnant un sentiment de stabilité et qui est caractéristique de la Pastorale. Une courte ascension de la formule mélodique « ramène le thème initial, d'abord au hautbois, puis au tutti, où il est ponctué, à l'aigu, par un gruppetto dix fois répété des flûtes, puis interrompu par un double triolet d'accords répétés avec lequel il dialogue, jusqu'à l'entrée du second thème. Ces triolets d'accords jouent manifestement le rôle traditionnel d'un de ces alla caccia qui sont, dès avant Beethoven, un attribut obligé de toute composition musicale champêtre ou agreste. ». Le motif est d'abord confié aux clarinettes et bassons, donnant une impression de lointain ; c'est seulement à la répétition du groupe et après cette introduction discrète, que les cors se joignent aux clarinettes et bassons pour préciser les caractères du motif.
Le second motif, en ut majeur, animé d'une soudaine allégresse, est proposé par les premiers violons soutenus par un calme batterie de seconds violons et altos et une basse de violoncelle. Mais ce sont les violoncelles qui fournissent la mélodie qui passe aux violons, puis aux flûtes. Rythme et mélodie participent à un surcroît d'allégresse et, après des formules inlassablement répétées pour exprimer l'assurance de cette allégresse, une reprise partielle du motif initial amène la réexposition.
Le développement est presque entièrement constitué par une cellule rythmique répétée sur de calmes arpèges brisés des violoncelles et altos répétés 48 fois, en deux séries de 24, coupés par une courte interruption. Le premier motif revient d'abord aux seconds violons accompagnés par des triolets aux altos et premiers violons, puis au tutti. La coda combine des éléments du thème initial qui reparaît aux premiers violons à découvert, sur une pédale tenue par les basses, et s'éloigne, comme s'élève un chant d'oiseau avec les flûtes dolce  ; il est repris forte par le tutti avant une brève conclusion.

### Deuxième mouvement
Andante molto moto (12/8, noire pointée = 50, si♭ majeur)
Szene am Bach (Scène au bord du ruisseau).

« Plus loin est une scène au bord de la rivière. L'auteur a sans doute créé cet admirable adagio [sic], couché dans l'herbe, les yeux au ciel, l'oreille au vent, fasciné par mille et mille doux reflets de sons et de lumière, regardant et écoutant à la fois les petites vagues blanches, scintillantes du ruisseau, se brisant avec un léger bruit sur les cailloux du rivage; c'est délicieux. Les diverses mélodies qui se croisent et s'entrelacent en tout sens sont d'une incomparable suavité; l'harmonie, au contraire, contient deux ou trois conflits de sons discordants qui, malgré leur étrangeté, forment avec les doux accords dont ils sont précédés et suivis le plus heureux contraste. Telle est la double et triple appogiature présentée dans le grave, le médium et l'aigu, par les violoncelles, altos, violons, bassons et clarinettes, sur les notes fa, la bémol, ut, pendant que les flûtes, hautbois et cors, tiennent l'accord de mi bémol, sol, si bémol. Ce singulier rapprochement de six notes diatoniques a lieu sur un rinforzando, et rappelle à merveille ces bruits de la mer, des monts et des plaines dont parle Bernardin de Saint-Pierre, qui, apportés par les vents de divers points de l'horizon, viennent se heurter à l'improviste dans les clairières des bois, luttent ensemble un instant, se dispersent en murmurant et rendent ainsi le calme et le silence qui leur succède plus doux et plus profond. Avant de finir, l'auteur fait entendre le chant de trois oiseaux. »

— Berlioz, Beethoven

« Longtemps après que nous eûmes quitté la salle de concert, Gertrude restait encore silencieuse et comme noyée dans l’extase.

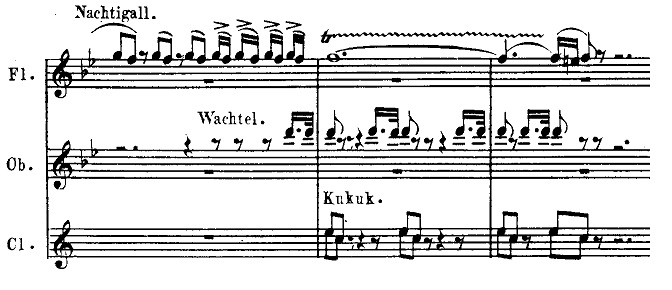
La cadence de l'appel des oiseaux dans le second mouvement; les espèces sont mentionnées en allemand (cliquer pour agrandir).

— Est-ce que vraiment ce que vous voyez est aussi beau que cela ? dit-elle enfin.
— Aussi beau que quoi, ma chérie ?
— Que cette « scène au bord du ruisseau ».
Je ne lui répondis pas aussitôt, car je réfléchissais que ces harmonies ineffables peignaient, non point le monde tel qu’il était, mais bien tel qu’il aurait pu être, qu’il pourrait être sans le mal et le péché. Et jamais encore je n'avais osé parler à Gertrude du mal, du péché, de la mort. Ceux qui ont des yeux, dis-je enfin, ne connaissent pas leur bonheur.
— Mais moi qui n'en ai point, s'écria-t-elle aussitôt, je connais le bonheur d'entendre. »

— André Gide, La Symphonie pastorale, 1919, Gallimard, bibl. de La Pléiade p. 895
Le motif noté par Beethoven dans ses cahiers d'esquisses de 1803 (cfr. supra composition) devient le thème principal de l’andante. Exposé d'abord en croches piano par les seconds violons, alto et les deux violoncelles solo, il est redit ensuite en doubles croches par les mêmes instruments prenant, sous cette forme nouvelle, un rythme dont la faible et régulière ondulation évoque le froncement léger du ruisseau. Cette calme figure rythmique se poursuivra tout au long du mouvement, donnant un caractère contemplatif similaire au premier morceau. Dès la fin de la première mesure, se détache aux premiers violons la mélodie extrêmement calme qui formera le thème principal du mouvement. Elle est reprise aussitôt par les clarinettes et bassons, tandis que les premiers violons y superposent seulement des trilles plus ou moins prolongés (annonciateurs de ceux de la flûte imitant le rossignol aux toutes derniers mesures du mouvement). Après un moment, les premiers violons exposent épisodiquement un nouveau motif dolce que reprennent immédiatement les clarinettes. Le basson présente en fa majeur le second thème pianissimo, répété en crescendo par les instruments de l'orchestre sur l'accompagnement du bruissement initial et des gazouillis de trilles.
Le développement fait d'abord entendre le thème du ruisseau en fa majeur et un arpège de violon imité du loriot (si l'on en croit Schindler, mais il s'agit sans doute d'une boutade de Beethoven). Le caractère reste extrêmement calme : les thèmes antérieurs ne s'opposent pas mais dialoguent sur la permanence du rythme de base.
« La reprise se termine par une coda où la flûte, le hautbois et la clarinette font entendre, à découvert, un bref trio d'oiseaux : rossignol, caille et coucou (notés ainsi par Beethoven sur la partition). Tout se tait, la voix du ruisseau et la pensée du poète lui-même, pour entendre, comme on disait alors, les “chantres de la nature”, et l’andante se termine aussitôt, sur un fragment mélodique du thème principal. »

### Troisième mouvement
Allegro (3/4, blanche pointée =108, fa majeur) - Allegro (2/4, noire = 112) - (mesure et tempo primo)
Lustiges Zusammensein der Landleute (Joyeuse assemblée de paysans).

« Le paysagiste musicien nous amène à présent au milieu d'une réunion joyeuse de paysans. On danse, on rit, avec modération d'abord ; la musette fait entendre un gai refrain, accompagné d'un basson qui ne sait faire que deux notes. Beethoven a sans doute voulu caractériser par là quelque bon vieux paysan allemand, monté sur un tonneau, armé d'un mauvais instrument délabré, dont il tire à peine les deux sons principaux du ton de fa, la dominante et la tonique. Chaque fois que le hautbois entonne son chant de musette naïf et gai comme une jeune fille endimanchée, le vieux basson vient souffler ses deux notes ; la phrase mélodique module-t-elle, le basson se tait, compte ses pauses tranquillement, jusqu'à ce que la rentrée dans le ton primitif lui permette de replacer son imperturbable fa, ut, fa. La danse s'anime, devient folle, bruyante. Le rythme change ; un air grossier à deux temps annonce l'arrivée des montagnards aux lourds sabots ; le premier morceau à trois temps recommence plus animé que jamais : tout se mêle, s'entraîne ; les cheveux des femmes commencent à voler sur leurs épaules ; les montagnards ont apporté leur joie bruyante et avinée ; on frappe dans les mains ; on crie, on court, on se précipite… quand un coup de tonnerre lointain vient jeter l'épouvante au milieu du bal champêtre et mettre en fuite les danseurs. »

— Berlioz, Étude critique des symphonies de Beethoven (1844)
Les cordes exposent pianissimo et staccato un thème descendant qui débute en fa majeur pour moduler en ré mineur et auquel répond, en ré majeur et legato, un autre thème ascendant des cordes, flûtes et bassons. « Ils se répondent l'un à l'autre, comme se salueraient deux groupes arrivant ensemble, de points différents, à un lieu de réunion. La répétition de ce binôme thématique aboutit à un tutti puissant, comme si maintenant le rassemblement des paysans s'achevait. » Les violons lancent alors un rythme de danse populaire sur l'accompagnement uniforme des cors et bassons. Sur ce rythme, les hautbois exposent un motif également rapide, sorte de ländler ponctué à contre-temps avec une obstination comique, par un basson. C’est le motif des contrebasses pour une danse de paysans qui voisinait avec les esquisses pour l’Héroïque dans un cahier de 1803. Schindler rapporte :

« Les amateurs de musique de cette époque, à Vienne, n’eurent pas de peine à deviner les intentions de Beethoven dans ce morceau. Ils reconnurent, dans la première partie de l’allegro ¾, une imitation de la danse nationale du peuple autrichien, ou, du moins, une parodie autant qu'un Beethoven pouvait en faire une. Il y avait encore, dans ce temps-là, en Autriche, des airs populaires d'un caractère particulier, dont le rythme, l'harmonie et même l'exécution avaient un attrait irrésistible pour les musiciens instruits… ; cela n'existe plus à présent, et, avec cette musique, la poésie rustique a disparu. […] Jusqu'à son arrivée à Vienne, en 1792, Beethoven ne connaissait d'autre musique populaire, avec ses rythmes particuliers, que les airs des montagnes de Berg et de Clèves; on voit par le catalogue de ses compositions qu'il s'en est occupé beaucoup. »

— Anton Schindler, Histoire de la vie et de l'œuvre de Ludwig Van Beethoven, Garnier frères (Paris), 1864, p. 106-107.
Et il raconte que Beethoven s'est inspiré pour la Pastorale de la manière de jouer (et non pas seulement des thèmes) propres aux musiciens populaires. Un jour vers 1819, Beethoven avait écrit quelques danses pour les musiciens de l'auberge des Trois-Corbeaux à Mödling : « J’étais présent, dit Schindler, à la remise de cette nouvelle œuvre aux musiciens à Mödling. Leur maître nous raconta gaiement “qu’il avait arrangé ces danses de manière à ce que (sic) les musiciens pussent changer d'instrument, se reposer, et dormir même”. Quand le chef d'orchestre, enchanté du beau cadeau, partit, Beethoven me demanda alors si je n’avais pas remarqué que les musiciens de village jouaient souvent en dormant ; quelquefois ils laissaient tomber leur instrument, se taisaient tout à fait, puis, se réveillant tout à coup, ils donnaient bravement quelques coups d'archet, dans le ton du morceau, et se rendormaient de nouveau. C'est le jeu de ces pauvres musiciens, que le grand maître aura voulu copier dans la symphonie pastorale ». Et Schindler explique longuement qu'il faut expliquer ainsi, dans le troisième mouvement, le thème des hautbois qui se détache après le passage en arpèges ascendant.
Cette page, pittoresque et humoristique, est interrompue par un vigoureux 2/4, une espèce de bourrée aux bois, cuivres et cordes graves. Schindler rapporte encore que cette alternance du 3/4 et du 2/4 était fréquente dans les danses rustiques d'Autriche au temps de Beethoven.
Tout à coup, au lieu de l'accord parfait de fa majeur attendu au tutti, tout se tait sauf les contrebasses et violoncelles qui font entendre un pianissimo (un accord de septième de dominante) et enchaîne sur un trémolo de ré♭.

### Quatrième mouvement
Allegro (4/4, blanche = 80, fa mineur)
Gewitter - Sturm (Orage - Tempête).

« Orage, éclairs. Rien n'est plus impossible que de donner par des paroles une idée d'un pareil morceau ; ceux qui l'ont entendu savent seuls à quel degré de puissance et de sublime peut atteindre la musique pittoresque entre les mains d'un homme comme Beethoven. Pendant que les basses grondent sourdement, le sifflement aigu des petites flûtes nous annoncent une horrible tempête sur le point d'éclater ; l'ouragan s'approche, grossit ; un immense trait chromatique, parti des hauteurs de l'instrumentation, vient fouiller jusqu'aux dernières profondeurs de l'orchestre, y accroche les basses, les entraîne avec lui et remonte en frémissant comme un tourbillon qui renverse tout sur son passage. Alors les trombones éclatent, le tonnerre des timbales redouble de violence ; ce n'est plus de la pluie, du vent, c'est un cataclysme épouvantable, le déluge universel, la fin du monde. En vérité, cela donne des vertiges, et bien des gens, en entendant cet orage, ne savent trop si l'émotion qu'ils ressentent est plaisir ou douleur. »

— Berlioz, Beethoven

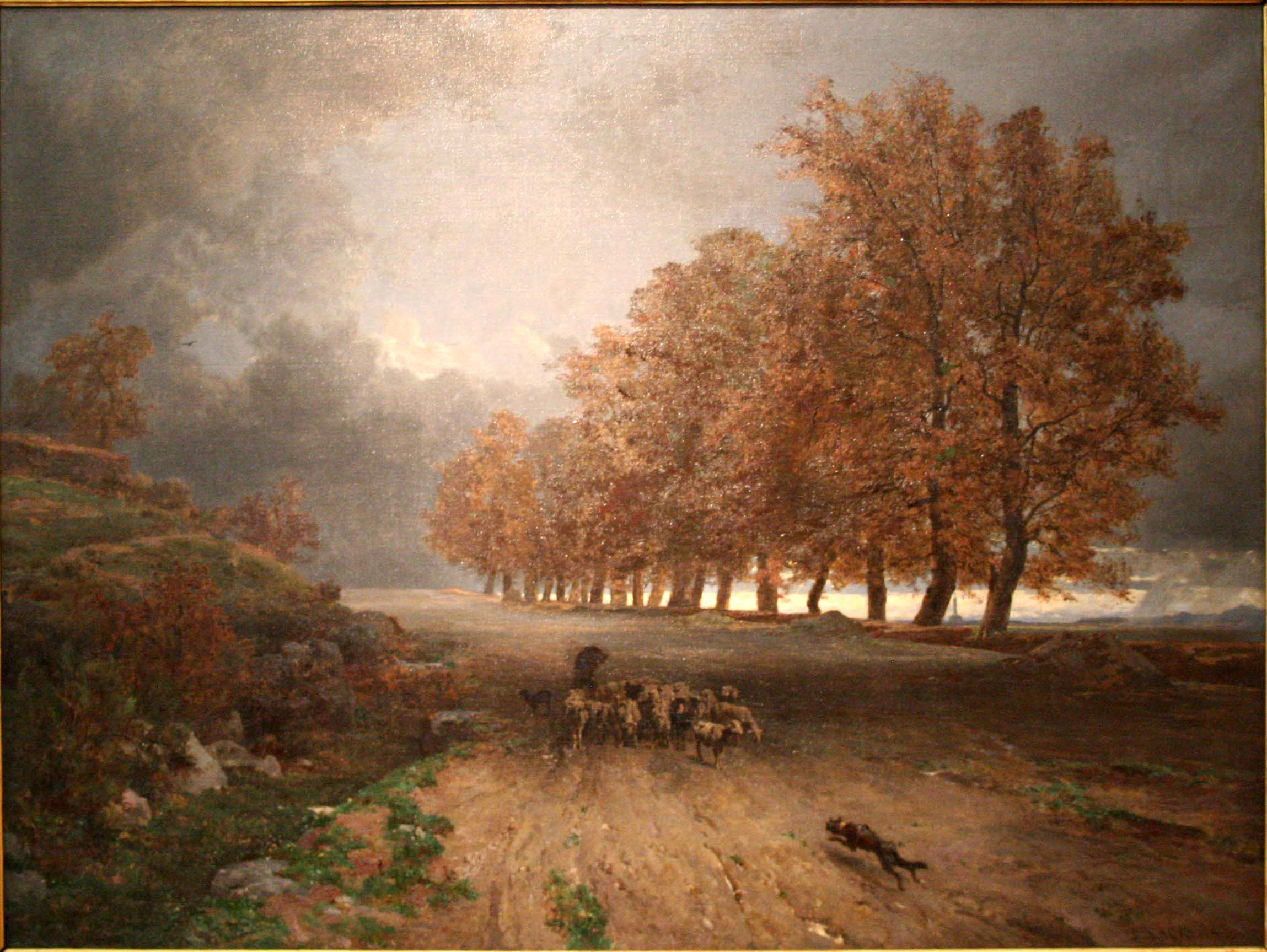
Orage. Jules Laurens (1825–1901)

Ce trémolo des cordes graves signe les prémices de l'orage. Les seconds violons, staccato et pianissimo, dessinent un thème à la fois hâtif et hésitant, auquel les premiers violons ajoutent une sorte de cri d'effroi et qui se termine, par le mouvement contraire des premiers violons et des altos, sur le plus frappant effet de dispersions. Le déchaînement du tutti en fa mineur, fortissimo, marque celui de l'orage même. Sur un roulement des timbales les contrebasses et les violoncelles font entendre un même motif de manière violemment dissonante. Des passages affolés de flûte piccolo et de clarinette (l'homme au milieu des éléments) sillonnent à travers l'orchestre déchaîné.
Un apaisement graduel ramène le ton lumineux d’ut majeur avec un calme motif du hautbois et des seconds violons, sereinement harmonisés. Les derniers grondements du tonnerre s'éteignent et une gamme ascendante des flûtes dolce entraîne les derniers nuages du ciel et prépare la transition vers le dernier mouvement, à la manière d'un fondu enchaîné.

### Cinquième mouvement
Allegretto (6/8, noire pointée = 60, fa majeur)
Hirtengesang. Frohe und dankbare Gefühle nach dem Sturm (Chant pastoral. Sentiments joyeux et reconnaissants après l'orage).

« La symphonie est terminée par l’action de grâces des paysans après le retour du beau temps. Tout alors redevient riant, les pâtres reparaissent, se répondent sur la montagne en rappelant leurs troupeaux dispersés ; le ciel est serein ; les torrents s'écoulent peu à peu ; le calme renaît, et, avec lui, renaissent les chants agrestes dont la douce mélodie repose l'âme ébranlée et consternée par l'horreur magnifique du tableau précédent. »

— Berlioz, Beethoven
Sur une double pédale (tonique et dominante), la clarinette dolce fait entendre un thème très simple, sorte de prélude dans une sérénité agreste, à un “ranz des vaches” improvisé sur une pédale d’ut majeur fournie par les altos ; les violoncelles font entendre celle de fa majeur tandis que le cor prolonge le motif de la clarinette. « Cette simultanéité des deux accords de tonique et de dominante rappelle le passage du scherzo au finale, dans la symphonie en ut mineur. Mais l'effet n'est plus celui de la contrainte et de la violence : on semble au contraire entendre le paisible dialogue de deux pâtres, sortis de leur abri après l'orage et dont les chalumeaux se répondent d'une colline à l'autre. La simplicité même des moyens employés ici par Beethoven enrichit la complexité des impressions qu'il suggère. Tonalité et mélodie expriment un calme paisible et lumineux, après le trouble des éléments. »
Puis l'“hymne de reconnaissance”, sorte de première variation, est exposé piano par les premiers violons et s'épanouit à tout l'orchestre pour amener un second thème — seconde variation — avec les cordes alternant avec le précédent. Une reprise du premier motif amène un nouveau thème exposé par les clarinettes et bassons, modulant, dans un calme solennel, vers ré bémol et ramenant en ut majeur, tel un refrain, le “ranz” aux bassons et violoncelles, tandis que les seconds violons brodent une arabesque staccato qui, désormais, ne cessera plus guère de circuler parmi les divers instruments de l'orchestre.
Le tutti se dissipe jusqu'au pianissimo et les violons chantent le thème de l'hymne des bergers — le cor solo, pianissimo con sordino conclut sur une redite du “ranz”. Ultimes arabesques des premiers violons aux seconds, des altos aux violoncelles et contrebasses, achevées par un double accord final, presque majestueux, de fa majeur.

## LaSymphonie pastoraleau cinéma
- Une des Silly Symphonies, réalisée par les studios Disney, utilisent cette symphonie :
  - Symphonie d'une cour de ferme (1938) (le troisième mouvement)
- Un « digest » de cette symphonie, réalisé par Leopold Stokowski, illustre le cinquième chapitre de Fantasia, dessin animé de Walt Disney, réalisé en 1940.
- La Symphonie pastorale a inspiré le film d'animation Goshu le violoncelliste, réalisé en 1980 par Isao Takahata, lui-même adapté d'une nouvelle de l'auteur classique japonais Kenji Miyazawa.
- Dans le film L'Armée des ombres (1969) de Jean-Pierre Melville, Luc Jardie (Paul Meurisse) écoute cette symphonie lors de la rencontre avec son frère Jean-François (Jean-Pierre Cassel)[39]
- Dans le film Soleil Vert (1973) réalisé par Richard Fleischer, le premier mouvement de la symphonie Pastorale accompagne les derniers instants de « Sol » pour décrire la beauté d'une nature disparue.
- Dans Big Fish (2003) de Tim Burton, nous pouvons entendre le début du cinquième mouvement qu'écoute en se reposant l'acteur Albert Finney.
- Le film Barbie et le cheval magique (2005) utilise les Ier, IIIe et IVe mouvement de la symphonie. Le IVe mouvement constitue le leitmotiv de l'antagoniste.

## Repères discographiques